# Egidio Sterpa
Egidio Sterpa (Vejano, 22 settembre 1926 – Milano, 1º luglio 2010) è stato un giornalista e politico italiano.

## Biografia

### Carriera politica
È stato eletto alla Camera dei deputati nelle legislature VIII, IX, X, XI per il Partito Liberale Italiano.
Nel 1994 è tra i primi ad aderire a Forza Italia, partito con il quale tornò in Parlamento alla Camera dei deputati nella legislatura XIV ed al Senato della Repubblica nella XV Legislatura.
Nel PLI era leader della corrente di minoranza di destra Autonomia Liberale e nel maggio 1986 divenne vicesegretario di Renato Altissimo. Fu quindi ministro per i Rapporti con il Parlamento nel governo Andreotti VI e VII.
Nel 1993 fu tra coloro che aderirono all'Unione di Centro di Raffaele Costa. Muore a Milano il 1º luglio 2010.

### Carriera giornalistica
Inizia la sua attività giornalistica nel 1946 ai quotidiani romani «Il Momento» e «Giornale della Sera» (dove ha modo di conoscere Virgilio Lilli, che lo dirige). Nel 1948 è tra i fondatori, assieme a Enzo Erra e Pino Rauti, della rivista politico-culturale dei giovani missini «La Sfida» che uscì dal 1948 al 1950.
La sua carriera professionale nel giornalismo prosegue come cronista al «Tempo» di Renato Angiolillo. Nel 1951, a poco più di 25 anni, è nominato redattore capo del quotidiano. Collabora anche al «Roma» di Napoli, dove si firma con lo pseudonimo Egidio da Vajano. Nel 1958 passa al «Giornale d'Italia», sempre come redattore capo. Quando arriva la chiamata dal «Corriere della Sera», Sterpa decide di lasciare Roma per Milano (ottobre 1958).
Nel 1961 accetta la direzione del «Corriere Lombardo», quotidiano del pomeriggio. Nel 1966 il «Corriere Lombardo» viene assorbito da «La Notte»; Sterpa ritorna al «Corriere della Sera» lavorandovi come inviato finché nel 1972 lascia poiché la proprietà ha deciso di appoggiare l'ingresso del Partito Comunista Italiano al governo. Sterpa accetta allora l'invito di Renato Angiolillo e di tornare al «Tempo», ma dopo un solo anno si trasferisce nuovamente a Milano dove Indro Montanelli sta per fondare «Il Giornale» ed ha bisogno di un giornalista esperto e che conosca molto bene la metropoli lombarda per guidare la cronaca. Sterpa scrive sul quotidiano di Montanelli fin dal primo numero. Firma il suo ultimo articolo nell'aprile 2008. Il mese successivo inizia a scrivere per «Libero» fino alla fine di agosto del 2009.

## Provvedimenti giudiziari
È stato condannato il 21 gennaio 1998 in via definitiva a 6 mesi nell'ambito del Processo ENIMONT.

## Premi e riconoscimenti
- Nel 1971 ha ricevuto il Premio Sila sezione giornalismo.[9]
- Nel 2018 il Comune di Milano ha deciso che il suo nome venga iscritto nel Famedio, all'interno del Cimitero Monumentale[10].

## Opere
- Gli ultimi italiani. Motivi della Mia battaglia, Roma, La Sfida, 1954.
- Battibecco tra le due Italie, con Gianni Biazzi Vergani, Milano, AMZ, 1962.
- Paolo VI. Un papa diverso, Milano, AMZ, 1963.
- Un italiano allo specchio. Diario di anni difficili, Milano, Nuova Editrice Internazionale, 1965.
- I figli sulle barricate, Milano, Longanesi, 1968.
- Il nostro amico quotidiano. Chi, dove, quando, come, perché, s.l., FIEG-Comitato pubbliche relazioni stampa quotidiana, 1969.
- I papi invisibili. Romanzo-documento, Milano, Rusconi, 1972.
- La rabbia del Sud, Torino, Società Editrice Internazionale, 1973, Premio Nazionale Rhegium Julii per la Saggistica.[11]
- L'avventura del giornale, Milano, Le Stelle, 1974.
- Italia da rifare, Torino, Società Editrice Internazionale, 1974.
- Che cos'è il giornale, Milano, Le Stelle, 1977.
- Anatomia della questione meridionale, Milano, Le Stelle, 1978.
- Dialogo con Giorgio Bocca sui fantasmi d'una generazione, Milano, Editoriale Nuova, 1978.
- La scuola tradita, Milano, Scuola vita, 1979.
- La carta vincente, Milano, Editoriale Nuova, 1982.
- Liberali così, s.l., Edizioni de Il Nuovo, 1985.
- Il mio giornalismo, Milano, Greco & Greco, 2001. ISBN 88-7980-267-4
- Cara Milano, Milano, Greco & Greco, 2003. ISBN 88-7980-325-5
- Cronache libere di un liberale, Milano, Greco & Greco, 2004. ISBN 88-7980-341-7
- Qualcosa di liberale, Milano, Greco & Greco, 2005. ISBN 88-7980-397-2
- Storia della libertà, Soveria Mannelli, Rubbettino, 2008. ISBN 978-88-498-2094-2